# Tibetobarmské jazyky
Tibetobarmské jazyky jsou jednou ze dvou hlavních větví tibetočínských jazyků. Příbuznost jednotlivých jazyků této větve není tak zjevná a prokázaná jako u druhé větve, jazyků čínských. Nejvýraznějšími představiteli jsou tibetština, barmština a možná i laoština, kterou ovšem někteří badatelé řadí k sino-thajským jazykům.
Tibetobarmské jazyky mají volnější stavbu věty než sino-thajské; na rozdíl od sino-thajských jazyků se v tibetobarmských většinou klade sloveso na konec věty. Obě větve jsou jazyky izolačního typu, ale tibetobarmská větev vykazuje některé aglutinační rysy.